# Paul Leuilliot
Paul Leuilliot, né le 23 novembre 1897 à Neufchâtel-en-Bray, en Seine-Maritime et mort le 30 mai 1987 à Strasbourg, dans le Bas-Rhin, est un historien français, spécialiste de l'Alsace au XIXe siècle.

## Biographie
Nommé maître répétiteur au lycée Bartholdi de Colmar, il prépare un diplôme d'études supérieures d'histoire contemporaine sur les Jacobins de Colmar sous la direction de Georges Pariset et sur une suggestion du directeur de la Revue d'Alsace et enseignant à Colmar, Jules Joachim. Ce travail est publié dès 1923 par la faculté des lettres de Strasbourg.
En 1926, il est reçu second de l'agrégation d'histoire et de géographie. Entre 1926 et 1933, Paul Leuilliot est professeur au lycée Fustel-de-Coulanges à Strasbourg où il est proche des historiens universitaires Marc Bloch et Lucien Febvre, cofondateurs de la revue Annales d’histoire économique et sociale. Leuilliot devient le secrétaire de cette revue dès sa création en 1929.
En 1933, Leuilliot est nommé au lycée Charlemagne à Paris et suit ainsi Lucien Febvre dans la capitale, ce dernier ayant été nommé professeur au Collège de France. S'il enseigne à Paris, il continue de faire des recherches sur l'Alsace en particulier sur la période de la Restauration.
En 1949, il est détaché au CNRS puis en 1951, il est nommé directeur d'études de la VIe section de l'École pratique des hautes études.
En 1956, Paul Leuilliot soutient sa thèse sur L’Alsace au début du XIXe siècle.
Il participe à l'ouvrage collectif Histoire de Mulhouse des origines à nos jours (sous la direction de Georges Livet et de Raymond Oberlé), publié en 1977.
Paul Leuilliot a publié de nombreux articles dans le Bulletin de la Société industrielle de Mulhouse ou dans la Revue d'Alsace.
A sa mort, il lègue sa bibliothèque et ses papiers à la Bibliothèque municipale de Colmar.
Il est chevalier de la Légion d'Honneur.

## Publications
- Les Jacobins de Colmar : procès-verbaux des séances de la Société populaire (1791-1795), Société populaire révolutionnaire des amis de la liberté et de l'égalité, Colmar, Libraire Istra, 1923, 502 p.
- La Première Restauration et les Cent Jours en Alsace, Paris, S.E.V.P.E.N., 1958, 287 p.
- L’Alsace au début du XIXe siècle. Essai d’histoire politique, économique et religieuse (1815-1830), Paris, SEVPEN, Bibliothèque générale de l’EPHE, 3 vol, 1959.